# Newt Skamander
Newt Skamander (oryg. Newt Scamander) – pseudonim, pod którym J.K. Rowling napisała książkę Fantastyczne zwierzęta i jak je znaleźć (ang. Fantastic Beasts and Where to Find Them). Książka o tym tytule napisana przez takiego autora występowała też w serii Harry Potter. W książce Fantastyczne zwierzęta i jak je znaleźć zawartych jest wiele informacji o magicznych stworzeniach.
Postać ta występuje także w kontynuacjach pt: Fantastyczne zwierzęta: Zbrodnie Grindelwalda oraz Fantastyczne zwierzęta: Tajemnice Dumbledore’a.

## Postać fikcyjna
Newton „Newt” Artemis Fido Skamander (ur. w 1897 roku), magizoolog, autor książki Fantastyczne zwierzęta i jak je znaleźć. Jego zainteresowanie zwierzętami rozwijały się pod wpływem matki – hodowczyni hipogryfów. Od 1908 roku uczęszczał do Hogwartu, gdzie został przydzielony do Hufflepuffu. Był on prymusem przedmiotu nazywanego opieką nad magicznymi stworzeniami. W 1913 roku jeden z eksperymentów jego przyjaciółki Lety naraził życie innego ucznia. Newt wziął winę na siebie i został wyrzucony z Hogwartu. Jednak Albus Dumbledore, jego nauczyciel transmutacji, stanowczo sprzeciwiał się jego wydaleniu i przyczynił się do jego uchylenia i przywrócenia Newtowi statusu ucznia. Ostatecznie Skamander ukończył Hogwart.
Pracował w Ministerstwie Magii w Departamencie Kontroli nad Magicznymi Stworzeniami. Newton Skamander jest twórcą Rejestru Wilkołaków z 1947 oraz Zakazu Eksperymentalnej Hodowli z 1965.
W 1979 został odznaczony Orderem Merlina Drugiej Klasy w uznaniu zasług dla rozwoju magizoologii. Obecnie jest na emeryturze i mieszka w Dorset z żoną Porpentyną. Jego wnuk, Rolf, ożenił się z Luną Lovegood.

## Film
12 września 2013 J.K. Rowling oświadczyła na Facebooku, że podpisała z wytwórnią Warner Bros. umowę na zrealizowanie spin-offu osadzonego w uniwersum Harry’ego Pottera, zatytułowanego Fantastyczne zwierzęta i jak je znaleźć. Film opowiada o Skamanderze i wydarzeniach, które doprowadziły do napisania Fantastycznych zwierząt..., zaś jego akcja rozpoczyna się w Nowym Jorku na siedemdziesiąt lat przed wydarzeniami opisanymi w Kamieniu Filozoficznym. Rowling jest autorką scenariusza do filmu, co było jej debiutem scenopisarskim.